# Долматівська сільська територіальна громада
Долматівська сільська територіальна громада — територіальна громада в Україні, в Скадовському районі Херсонської області. Адміністративний центр — село Долматівка.
Площа громади — 275,25 км², населення — 4694 мешканці (2017).
Утворена 21 серпня 2017 року шляхом об'єднання Добропільської, Долматівської та Нововолодимирівської сільських рад Голопристанського району.

## Населені пункти
До складу громади входять 2 селища (Новоселівка та Світанок) і 6 сіл: Добропілля, Долматівка, Зеленотропинське, Київка, Нововолодимирівка, Сліпушинське.